# Vanessa Nakate
Vanessa Nakate (Kampala, 15 novembre 1996) è un'attivista ugandese, nota per il suo impegno per promuovere politiche di contrasto al cambiamento climatico.
È stata la prima attivista del Fridays for Future in Uganda, quando nel gennaio 2019 ha avviato uno sciopero solitario di protesta contro gli effetti del cambiamento climatico nel suo paese. Ha fondato il Rise up Climate Movement e promosso una campagna per la salvaguardia della foresta pluviale della Repubblica Democratica del Congo.

## Biografia

### Origini e istruzione
Nakate è cresciuta nella capitale dell'Uganda, Kampala.
Si è laureata in economia aziendale presso la Makerere University Business School nel gennaio 2019.

### Attivista contro il cambiamento climatico
(Vanessa Nakate, in 3 young black climate activists in Africa trying to save the world, Greenpeace, 28 ottobre 2019)
Nakate inizia il suo impegno per il clima nel gennaio 2019, preoccupata per le temperature insolitamente elevate registrate nel suo paese d'origine, attraversato nei mesi di ottobre e dicembre da un'intensa ondata di caldo. Da sola o affiancata dai fratelli, sciopera ogni venerdì in concomitanza con il movimento dei Fridays for future presidiando quattro punti nevralgici di Kampala, per spostarsi in seguito fuori dai cancelli del Parlamento ugandese, con un cartello che si apre con lo slogan “Amore verde, pace verde”. In un'intervista ha affermato che l'idea le è nata durante una conversazione con uno degli zii, Charles Kamoga, dal quale aveva appreso come il clima dell'Uganda fosse notevolmente cambiato negli ultimi decenni, recando gravi danni all'agricoltura. Il suo obbiettivo è di proseguire la protesta "fino a quando i leader non reagiranno e il presidente dichiarerà un'emergenza climatica".
Inizialmente priva di sostenitori fra gli studenti, timorosi di incorrere in punizioni, a poco a poco trova altri giovani che si uniscono al suo gesto, come la quindicenne Leah Namugerwa, che diventerà promotrice della lotta per la messa al bando delle buste di plastica e una delle leader del Fridays for Future in Uganda.
Nakate fonda il "Youth for Future Africa", che in seguito si trasforma nel "Rise up Movement." Uno degli obiettivi perseguiti è sensibilizzare le nuove generazioni sul cambiamento climatico, a partire dalla diffusione della conoscenza di questo problema - le sue cause e il suo impatto - nelle scuole primarie e secondarie.
Guida anche la campagna per la salvaguardia della foresta pluviale della Repubblica Democratica del Congo, uno dei più importanti polmoni del continente africano, minacciato da decenni di esplorazioni minerarie, traffico illegale di legname e urbanizzazione selvaggia. Questa campagna si diffonde poi in altri paesi, dall'Africa all'Europa.
Nel dicembre 2019 partecipa alla Conferenza delle Nazioni Unite sui cambiamenti climatici (COP25) in Spagna, ed interviene nell'evento "Unite behind science" dialogando con scienziati e climatologi per includere la conoscenza tradizionale degli agricoltori del suo paese colpiti in prima persona dall'impatto della crisi climatica.
L'8 gennaio 2020 Nakate invia un tweet a Greta Thunberg con una foto in cui è ritratta insieme ad altri due attivisti, per ricordarle la protesta in atto nel suo paese, chiedendole implicitamente un aiuto per diffondere l'informazione:
(Vanessa Nakate, tweet 8 dicembre 2020)
Greta Thunberg ritwitta immediatamente, condividendo la sua storia, offrendole un consiglio e lanciando a tutti un appello, forte del suo seguito sui social media:
(Greta Thunberg, tweet 8 dicembre 2020)
All'inizio di gennaio 2020 circa venti attivisti per il clima di ogni parte del mondo, compresa Nakate, rivolgono un appello pubblico ai partecipanti al Forum Economico Mondiale di Davos, sollecitando aziende, banche e governi a non finanziare più l'industria dei combustibili fossili. La delegazione internazionale di attivisti che parteciperà al Forum è invitata a soggiornare nell'Arctic Basecamp, il campo base scientifico creato sull'Artico da un team di esperti e scienziati per portare un messaggio ai leader mondiali sulle conseguenze dello scioglimento della calotta polare sul resto del mondo. I delegati si uniscono poi ad altri manifestanti nella marcia contro i cambiamenti climatici nell'ultimo giorno del Forum.

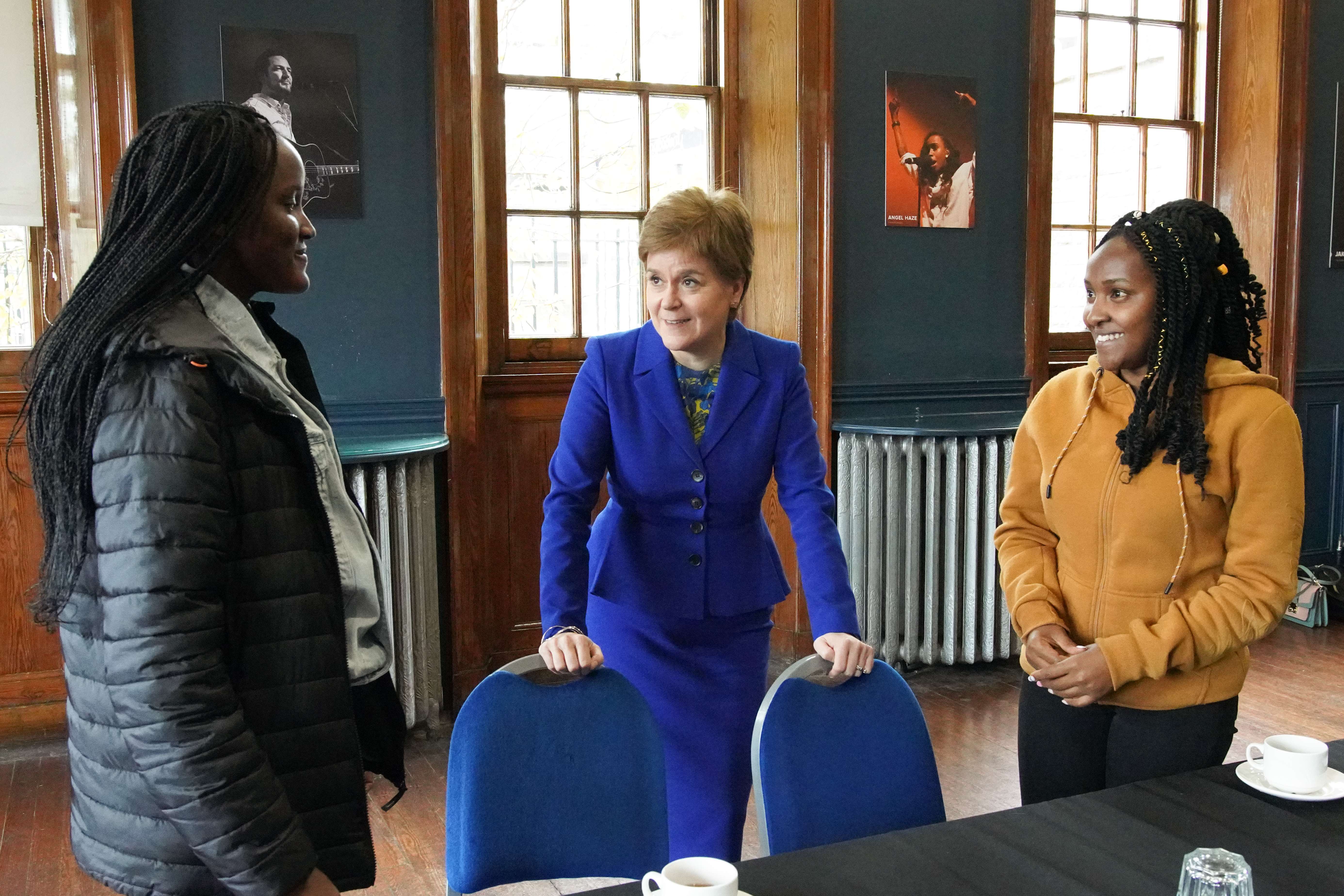
Conferenza sulle perdite e i danni in Scozia, ottobre 2022. Da sinistra a destra: From left to right: Vanessa Nakate, Nicola Sturgeon e Elizabeth Wathyti

Nell'ottobre 2020 l'attivista ugandese tiene un discorso alla 10ª Desmond Tutu International Peace Lecture in cui esorta i leader mondiali a "svegliarsi" e a fare qualcosa di concreto per affrontare il cambiamento, ritenuto "questione di vita o di morte".
Nel corso del 2019-2020 Nakate riesce a dare avvio al Green Schools Project da lei ideato in collaborazione con l'esperto di finanza climatica Tim Reutemann. L'iniziativa, finanziata da donazioni online, mira a dotare le scuole ugandesi di pannelli solari e di stufe ecologiche, per ridurre il consumo di legna (quindi la deforestazione) e le emissioni di gas serra.  Ad agosto 2020 in quattro scuole vengono installati gli strumenti e i materiali previsti dal progetto.
Il giorno dopo la vittoria di Joe Biden alle elezioni presidenziali statunitensi, Vanessa Nakate - prendendo ispirazione dall'attivista per la pace Samantha Smith, famosa per aver scritto una lettera al segretario generale del Partito Comunista dell'Unione Sovietica Jurij Andropov nel 1982 - ha indirizzato a lui e alla sua vice Kamala Harris una lettera scritta a mano, in cui ha ricordato loro i cambiamenti che molti si attendono: "Vogliamo un pianeta vivibile e sostenibile per tutti. [...] Farete tutto il necessario per combattere la crisi climatica? Lo chiedo perché ho davvero bisogno di sapere ", ha scritto. “Il cambiamento climatico sta influenzando i mezzi di sussistenza di molte persone nel mio paese, in particolare bambini, ragazze e donne. Siete dalla nostra parte? ".
Nel novembre 2020 Vanessa Nakate è stata inclusa nella lista stilata dalla BBC delle 100 donne più illuminate ed influenti del 2020.
Il 15 settembre 2022 è stata nominata Goodwill Ambassador dell'Unicef.

## La crisi climatica in Africa
Nel discorso tenuto nell'ottobre 2020 alla 10ª Conferenza Internazionale di pace Desmond Tutu, Nakate indica nella crisi climatica la maggiore minaccia per l'umanità. L'Africa, il continente con la più bassa emissione di CO2, è fra le zone più colpite del pianeta. Inondazioni, siccità, l'invasione delle locuste, stanno minacciando le sue risorse idriche "la sicurezza alimentare, le infrastrutture, gli ecosistemi e le persone." Il cambiamento climatico provoca migrazione e sfollamenti, maggiore esposizione di donne e ragazze alla violenza di genere, conflitti armati con reclutamento di bambini nelle forze armate, diffusione delle malattie, aumento della mortalità infantile.
In un'intervista del 2019 con Amy Goodman per Democracy Now! ricorda le ragioni che l'hanno condotta a sostenere l'azione per il clima nel suo paese, mettendo in evidenza il rapporto fra cambiamenti climatici e povertà:
Pur essendo il continente maggiormente colpito, l'Africa secondo Nakate è anche quello a cui i media riservano meno attenzione. In molti paesi africani ci sono state negli ultimi anni numerose inondazioni, piogge torrenziali che hanno distrutto case e causato morti e sfollamenti, ma i media ne hanno parlato poco.

## Affiliazioni politiche
Nakate è nel consiglio dell'Internazionale Progressista, un'organizzazione internazionale che promuove l'unione, l'organizzazione e la mobilitazione delle forze progressiste di sinistra in tutto il mondo, della quale fanno parte, fra gli altri, Naomi Klein, Carola Rackete, Noam Chomsky, Yanis Varoufakis.

## Controversie
Nel gennaio 2020, l'agenzia di stampa Associated Press pubblica una foto degli attivisti partecipanti al World Economic Forum, Greta Thunberg, Luisa Neubauer, Isabelle Axelsson e Loukina Tille, tagliando però l'immagine di Nakate, presente nel gruppo. L'attivista ugandese, dopo aver visto la foto ritoccata, in un commento su Twitter accusa i mass media di razzismo.
You erased a continent.

Avete cancellato un continente.

(Vanessa Nakate @vanessa_vash, Tweet 25 gennaio 2020)
A seguito di questa denuncia, l'Associated Press cambia la foto e dichiara di non aver agito con cattive intenzioni, senza però presentare le scuse. Il 27 gennaio 2020, la direttrice esecutiva dell'AP, Sally Buzbee, scrive a Nakate usando il proprio account personale, dichiarando - per conto dell'AP - di essere dispiaciuta per quanto successo.
La vicenda solleva molto scalpore e indignazione, soprattutto fra gli attivisti del continente africano, che attribuiscono tale episodio, e più in generale, la scarsa attenzione all'Africa da parte dei mezzi di comunicazione di massa, alla centralità assegnata al mondo occidentale. Secondo Laura Guimarães Corrêa la cancellazione di Nakate dalla foto, un fatto diventato di pubblico dominio solo per la protesta sul suo account Twitter, è rivelatrice "di quali corpi contano, quali paesi contano, quali razze contano per la stampa mainstream nel Nord del mondo".

## Opere
- Vanessa Nakate, Aprite gli occhi. La mia lotta per dare una voce alla crisi climatica, traduzione di Chiara Rizzo, Milano, Feltrinelli, 2022 ISBN 978-88-07-17415-5.